# Oosterse Bos
Oosterse Bos est un hameau situé dans la commune néerlandaise d'Emmen, dans la province de Drenthe. Le hameau dépend du village de Schoonebeek.
Les trois hameaux Middendorp, Westerse Bos et Oosterse Bos forment le noyau historique du village de Schoonebeek[réf. nécessaire].